# Сирийско-турецкая граница
Сирийско-турецкая граница (араб. الحدود السورية التركية‎; тур. Suriye–Türkiye sınırı) — современная государственная граница между Сирийской Арабской Республикой и Турецкой Республикой. Современные очертания приобрела в 1939 году после аннексии Турцией государства Хатай. Современная протяжённость — 911 километров. Протягивается по северной части Месопотамии, пересекает Евфрат и упирается в Тигр на востоке. Проходит приблизительно по 37-й параллели, между 37-м и 42-м восточными меридианами. На западе огибает турецкую провинцию Хатай по реке Оронт и выходит к побережью Средиземного моря у горы Джебель аль-Акра в сирийской провинции Латакия.

## История

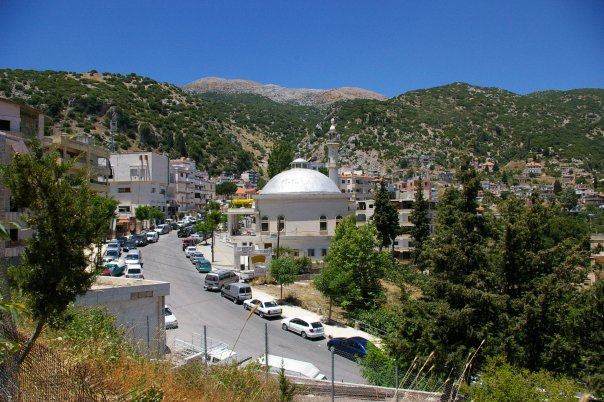
Сирийский город Кесаб, с видом на гору Джебель аль-Акра (Турция)

Формирование очертаний границы произошло в результате раздела Османской империи после первой мировой войны, на основе Соглашения Сайкса — Пико между Францией, Великобританией и Россией в 1916 году. Пограничной линией выступала граница Государство Алеппо, позже, до 1930 года, подмандатная Франции Сирийская Республика, затем новая, находившееся под влиянием Франции вплоть до 1946 года Сирийская Республика, с 1958 года граница Объединённой Арабской Республики и с 1961 года граница современной Сирии.
Единственным изменением линии границы сформированной в 1916 году стала аннексия Турцией провинции Хатай в 1939 году. В соответствии с франко-турецким договором 20 октября 1921 года Александреттский санджак был выделен в особую автономную административную единицу внутри французского мандата, так как в нём, помимо арабов и армян, проживало значительное количество турок. До 1925 года, пока управляемые французами территории были разделены на пять «государств», Александреттский санджак входил в состав «государства Алеппо»; после создания в 1925 году подмандатной Франции Сирийской Республики Александреттский санджак вошел в её состав. В 1936 году президент Турции Ататюрк придумал для Александреттского санджака название «Хатай», и поднял в Лиге Наций «Хатайский вопрос». В скором времени провинция получила автономный статус в составе Сирийской Республики, а в 1938 году и независимость, с образованием нового государства Хатай. В феврале 1939 года Хатайская Законодательная ассамблея приняла все турецкие законы, а в марте сделала турецкую лиру официальной денежной единицей. 29 июня 1939 года государство Хатай было аннексировано Турцией. В это время в Европе начиналась Вторая мировая война и поэтому присоединение, которое провёл новый президент Турции Исмет Инёню, произошло без претензий Франции.
С 1952 года, с момента вступления Турции в НАТО, государственная граница является также границей блока. С 2011 года, началом гражданской войны в Сирии, граница стала местом напряжения между государствами, произошло несколько вооружённых столкновений, также граница стала местом исхода сирийских беженцев.

## География
С запада на восток государства соприкасаются на побережье Средиземного моря к югу от горы Джебель аль-Акра. Далее в направлении северо-востока граница идет по реке Оронт, затем поворачивает на восток в районе пограничник-пропускного пункта Баб-ель-Хава у городов Алеппо и Искендерун. Далее линия сворачивает на север и идет к стыку турецких провинций Хатай и Газиантеп, где резко поворачивает на восток у сирийского города Мейдан-Экбес.
Дальнейшая линия границы идет относительно ровной линией, параллельно железнодорожной ветке Багдадской железной дороги. Со стороны Турции все время проходит по краю региона Юго-Восточная Анатолия, со стороны Сирии поочередно идут провинции Алеппо, Эр-Ракка и Эль-Хасака. В последней граница упирается в пограничный стык трех государств (Сирии, Турции и Ирака), расположенный на реке Тигр.

## Пограничные пункты
С запада на восток (не полный список):
| Турция       | Сирия              | Детали                          |
| ------------ | ------------------ | ------------------------------- |
| Яйладаг      | Кесаб              | автомобильный                   |
| Карбейаз     | Азмарин            |                                 |
| Рейханлы     | Баб эль-Хава       | автомобильный                   |
| Онджупынар   | Баб-эль-Саламия    | автомобильный                   |
| Ислахие      | Экбез              | железнодорожный                 |
| Чобанбек     | Эль-Раи            | железнодорожный                 |
| Каркамыш     | Джераблус          | автомобильный                   |
| Муршитпынар  | Айн-эль-Араб       | железнодорожный                 |
| Акчакале     | Эт-Телль-эль-Абьяд | автомобильный                   |
| Джейланпынар | Рас-эль-Айн        | автомобильный                   |
| Шенъюрт      | Эль-Дарбасия       | автомобильный                   |
| Нусайбин     | Эль-Камышлы        | автомобильный и железнодорожный |
| Джизре       | Айн-Дивар          | автомобильный                   |